# Bride of the Monster
Bride of the Monster (bra: A Noiva do Monstro; prt: A Noiva do Monstro ou A Noiva Monstruosa) é um filme estadunidense de 1955, do gênero ficção científica e horror escrito, produzido e dirigido pelo lendário Ed Wood e estrelado por Bela Lugosi no tradicional papel de cientista louco.
Originalmente conhecido como Bride of the Atom. A sequência, intitulada Night of the Ghouls, foi feita em 1959 mas não foi exibida por décadas.

## Enredo
Bela Lugosi é o Dr. Eric Varnoff, um cientista determinado a aperfeiçoar um raio atômico capaz de transformar pessoas em super-humanos. Ao realizar experiências com um polvo, este sai de controle e acaba matando pessoas, chamando assim a atenção das autoridades.

## Produção
Um dos grandes clássicos de Ed Wood, Com participação especial de seu polvo gigante de borracha que foi roubado dos estúdio que produziram o filme de John Wayne No Rastro da Bruxa Vermelha. Houve muitas dificuldades para utilizar este engenho pois não trouxeram o motor que o movia.

## Elenco
- Bela Lugosi.......Dr. Eric Vornoff
- Tor Johnson.......Lobo
- Tony McCoy.......Tenente Dick Craig
- Loretta King.......Janet Lawton
- Harvey B. Dunn.......Capitão Tom Robbins
- George Becwar.......Prof. Vladimir Strowski
- Paul Marco.......Kelton
- Don Nagel.......Det. Marty Martin
- Bud Osborne.......Lafe 'Mac' McCrea
- John Warren.......Jake Long

## Lançamento

### Portugal
O filme estreou diretamente na RTP2 a 8 de outubro de 1997.
Foi editado em DVD pela Filmes Unimundos em 2011.